# 幸州大橋

1992年7月31日に崩壊した新幸州大橋

幸州大橋（ヘンジュおおはし、ハングル: 행주대교）は京畿道高陽市徳陽区幸州外洞とソウル特別市江西区開花洞を結ぶ橋梁。1992年5月19日に開通した新幸住大橋（シネンジュおおはし）が同年7月31日に施工会社の碧山建設の工事強行に起因し崩壊。第二新幸住大橋は2000年12月16日に開通した。
旧幸州大橋は桁橋で構成され、国道39号線や国家支援地方道78号線の一部となっている。

## 橋を通る道路
- 護国路（朝鮮語版）
- 開花洞路（朝鮮語版）

## 歴史
- 1978年7月22日 : 旧幸州大橋が開通
- 1987年 : 新幸州大橋が着工
- 1992年7月31日 : 新幸州大橋が崩壊。開通が遅れる。
- 1995年5月19日 : 新幸州大橋が正式に開通
- 1996年9月 : 第二新幸州大橋が着工
- 2000年12月16日 : 第二新幸州大橋が開通